# セクエンス
セクエンス（Sequence）はアーサー王伝説に登場する剣。13世紀古フランス語の散文『散文ランスロ』（別名『ランスロ本伝』、流布本サイクル（ランスロ＝聖杯サイクル）の一部）に登場する。
『散文ランスロ』によると、アーサー王の剣であり、王が死地に赴く際にのみ携えるといわれている。作中ではランスロットがサクソン人との戦いで使用しているが、王妃（グィネヴィア）が愛しのランスロットに与えたものだと考察される。